# Clathria tenuis
Clathria tenuis är en svampdjursart som först beskrevs av Stephens 1915.  Clathria tenuis ingår i släktet Clathria och familjen Microcionidae. Inga underarter finns listade i Catalogue of Life.